# Carignan
För andra betydelser, se Carignan (olika betydelser).

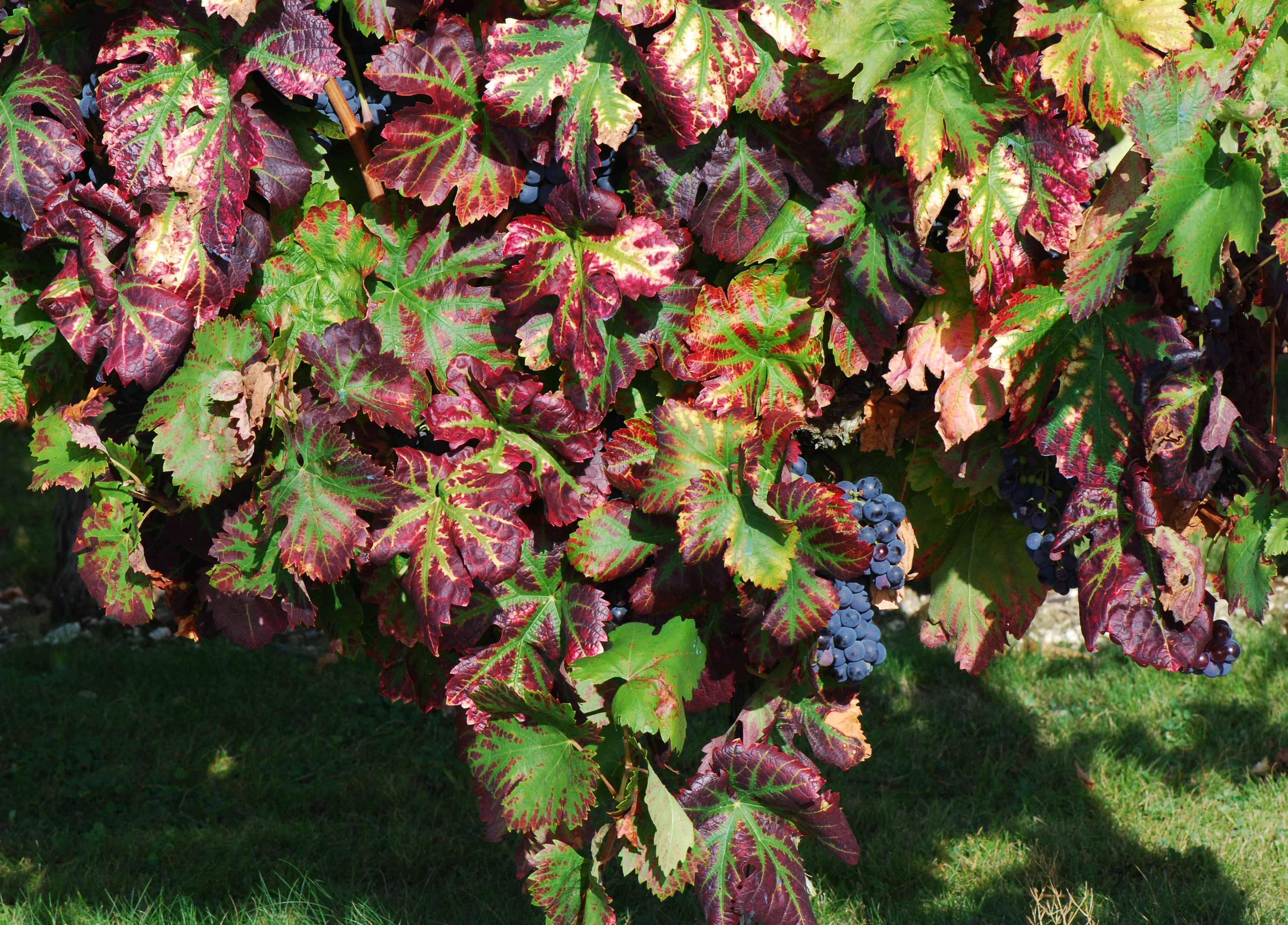

Carignan är en blå vindruva av arten Vitis Vinifera. I Spanien heter den Cariñena, Mazuelo och Mazuela, i Italien Carignano och i USA Carignane. Den är högavkastande och används ofta i enklare viner från Languedoc-Roussillon och i Rhôneviner (södra delen av Rhônedalen). I blandningar med andra druvor, till exempel Cabernet sauvignon och Syrah, kan den ge komplexa viner av hög kvalitet.
Druvan har haft ett dåligt rykte då vinbönder i Languedoc under ett stort antal år hade monopol att leverera vin till den franska armén. Kvantitet prioriterades framför kvalitet (vilket druvan som sådan hanterar). På senare år har dock ett antal odlare satsat på druvunika viner med Carignan. Vinerna är inte helt oävna och bör inte underskattas med riktig vinifiering.
Druvan är den huvudsakliga komponenten i den nya kvalitetsappellationen Corbières Boutenac som har funnit i handeln sedan 2005. Mycket små skördeuttag, handplockade druvor och stränga regler för odling och hantering gör att Carignan numera är basen i några av de bästa vinerna från Corbières, bland annat prestigevinet La Forge från Château l'Hospitalet.